# Walery Antoni Wróblewski
Walery Antoni Wróblewski (ur. 27 grudnia 1836 w Żołudku, zm. 5 sierpnia 1908 w Ouarville) – polski działacz rewolucyjno-demokratyczny, jeden z przywódców Czerwonych, dowódca w powstaniu styczniowym, naczelnik wojenny województwa grodzieńskiego, naczelnik wojenny województwa lubelskiego w styczniu 1864, generał Komuny Paryskiej, działacz Związku Zagranicznego Socjalistów Polskich.

## Dzieciństwo i młodość
Urodził się 15 grudnia?/27 grudnia 1836 roku w Dworze Żołudek, w powiecie lidzkim na Wileńszczyźnie. Był synem Antoniego Wróblewskiego i Róży z Jurowskich, miejscowej drobnej szlachty. Posiadał czworo rodzeństwa, w tym dwie siostry, Aleksandrę i Stefanię, oraz dwóch braci – Stanisława i Piotra Antoniego. Od 1844 wraz z rodziną zamieszkał w Wilnie, gdzie uczęszczał do gimnazjum – wileńskiego instytutu szlacheckiego. Od 1853 do 1856 studiował w Instytucie Leśnictwa i Miernictwa w Petersburgu. Po ukończeniu studiów i odbyciu rocznej praktyki w leśnictwie pod Grodnem, w 1857 został mianowany chorążym w Korpusie Leśnym. Został skierowany do pracy na stanowisko zastępcy kierownika szkoły leśnej w Sokółce, zaś w 1861 został kierownikiem szkoły i otrzymał nominację na podporucznika.
Spokrewniony był z Tadeuszem Wróblewskim, prawnikiem, oraz z Augustynem Wróblewskim, biochemikiem.
W Sokółce wraz z Konstantym Kalinowskim był organizatorem rozgałęzionej sieci organizacji rewolucyjnych. Wraz z Kalinowskim wydawał pismo „Mużyckaja Prauda” (Chłopska Prawda), jeden z pierwszych periodyków w języku białoruskim (pisany łacinką).

## Uczestnik powstania styczniowego
Po wybuchu powstania styczniowego został od kwietnia 1863 zastępcą generała Onufrego Duchińskiego naczelnika sił zbrojnych województw augustowskiego i grodzieńskiego jako zwolennik Czerwonych. W dniu 27 kwietnia 1863 dokonał przeglądu pierwszego oddziału powstańczego. Polecił odczytać zebranym manifest Rządu Narodowego i powstańczy dekret uwłaszczeniowy, po polsku i po białorusku.
W następnych miesiącach dowodził oddziałami w bitwach m.in. pod wsią Waliły oraz pod Wielkim Węgłem (16 czerwca 1863). W pogoni za jego oddziałem wysłano w różnych kierunkach 4 kolumny piechoty i kawalerii. Z jedną z tych kolumn pod Żarkowszczyzną stoczył potyczkę (21 lipca), a następnie schronił się ze swoim oddziałem w Puszczy Białowieskiej. W sierpniu 1863 awansowany do stopnia pułkownika i w miejsce zwolnionego Duchińskiego został mianowany naczelnikiem województwa grodzieńskiego.
Celem usprawnienia i wzmocnienia dowodzenia siłami powstańczymi na terenach wschodnich, pod przybranym nazwiskiem, we wrześniu 1863 przybył do Warszawy, gdzie prowadził rozmowy z dyktatorem powstania Romualdem Trauguttem.
Pod koniec 1863 po powrocie z Warszawy, rozszerzył działania na Podlasie i Lubelszczyznę. W połowie stycznia 1864 przeszedł z oddziałem rzekę Wieprz pod Kockiem. 19 stycznia 1864, podczas marszu został zaatakowany przez kozaków pod Rudką Korybutową. W trakcie bitwy został ciężko ranny (dwukrotnie cięty w głowę i w prawie ramię), osłaniając odwrót oddziału. Nierozpoznany przez Rosjan, został przeniesiony z pola bitwy, i ukryty w stodole przez miejscowego chłopa, a następnie przewieziony do dworu w Zawieprzycach. Krewna dzierżawcy Bolesława Skłodowska (ciotka przyszłej uczonej Marii Skłodowskiej-Curie), przewiozła rannego Wróblewskiego na stronę austriacką do Galicji, w przebraniu kobiecym. Po przekroczeniu granicy austriackiej przez pewien czas przebywał w szpitalu powstańczym, założonym u hrabiów Tarnowskich w Dzikowie. Następnie z Galicji wyjechał do Francji. W tym czasie władze carskie wydały na niego wyrok śmierci i konfiskatę dóbr w Sokółce.
Po przyjeździe do Francji, pracował jako nauczyciel, zecer oraz zapalał latarnie gazowe na ulicach. Jednocześnie działał w środowiskach niepodległościowych. W 1865 został wybrany przewodniczącym Delegacji Litewskiej (organizacji skupiającej powstańców). W połowie 1867 wszedł do Komitetu reprezentacyjnego Zjednoczenia Emigracji Polskiej.

## Generał Komuny Paryskiej
W czasie wojny francusko-pruskiej bronił Paryża w batalionach Gwardii Narodowej. Po wybuchu rewolucji w Paryżu 18 marca 1871 stanął po stronie komunardów. W połowie kwietnia mianowano go generałem i dowódcą odcinka frontu od Ivry do Arcueil. Był także organizatorem i dowódcą kawalerii. około dwóch tygodni później został dowódcą III Armii i powierzono mu obronę całego frontu na lewym brzegu Sekwany.
Gdy 10 maja 1871 wersalczycy zajęli fort Vanves na czele dwóch batalionów osobiście poprowadził zwycięski szturm. Podczas szturmu niemal cudem uniknął śmierci w chwili wysadzania bramy granatem. 24 maja kilkakrotnie odpierał ataki wersalczyków na terenie XIII okręgu. Jednak wobec przewagi wroga i groźby bezpośredniego okrążenia, wydał rozkaz do wycofania się do XI okręgu. Pod osłoną nocy z 25 na 26 maja przekroczył Sekwanę wraz z około tysiącem ludzi i działami. W ostatnich dniach walczył jako żołnierz na barykadzie. W nocy oddziały rozproszyły się, zaś Wróblewski schronił się w jednym z budynków w okolicach placu Chateau-d΄Eau.
Po klęsce komunardów, w obliczu aresztowań i rozstrzeliwań z pruskim paszportem przez Belgię dotarł w połowie sierpnia 1871 do Londynu. W dniu 28 maja 1872 francuski trybunał zaocznie skazał go na śmierć. Przebywając w Londynie został sekretarzem Rady Generalnej Międzynarodowego Stowarzyszenia Robotników, tzw. I Międzynarodówki i delegatem Polski na jej kongresach. Był członkiem komitetu Związku Ludu Polskiego w Londynie.
W 1877 po wybuchu wojny rosyjsko-tureckiej wyjechał do Genewy. W wyniku jego starań został utworzony w Turcji pierwszy polski legion pod dowództwem majora Józefa Jagmina. Zakończenie wojny w 1878 przekreśliło plany wojskowe.

## Działacz PPS
Po amnestii dla komunardów ogłoszonej przez rząd, powrócił w 1881 do Francji (początkowo do Nicei, w którym to mieście pracował w kuźni). W 1893 miał wypadek. Wskutek bójki z ulicznymi bandytami, którzy go zaczepili na ulicy, doznał złamania ręki i połamania kilku żeber, co uniemożliwiło mu zarobkowanie. Nie mogąc zarobkować jako inwalida, próbował popełnić samobójstwo. Został uratowany przez polskich przyjaciół. Zaalarmowany Fryderyk Engels w Londynie przyszedł mu z pomocą. Engels zainterweniował u socjalistów francuskich, Vaillanta i Rocheforta, aby zajęli się losem weterana Komuny i wyrwali go z nędzy. W konsekwencji tych starań, pod koniec kwietnia 1895 został sprowadzony do Paryża, gdzie zamieszkał przy ul. Mazarina 44. W Paryżu otrzymał posadę kontrolera kolportażu popularnego pisma „L’Intransigeant”. W 1895 przystąpił do paryskiej sekcji Związku Zagranicznego Socjalistów Polskich (od 1900 Oddział zagraniczny PPS).
W 1900 przyjaciele Henryk i Maria Gierszyńscy zabrali go schorowanego do swego domu w Ouarville we Francji, gdzie zmarł 5 sierpnia 1908. Ostatnim jego życzeniem było, aby go pochować na cmentarzu Père Lachaise, obok współtowarzyszy walki zabitych w 1871 roku. Pogrzeb organizowany był przez specjalny komitet sekcji paryskiej PPS-Frakcja Rewolucyjna. W kondukcie pogrzebowym uczestniczyło blisko 5 tys. osób.

## Patronat

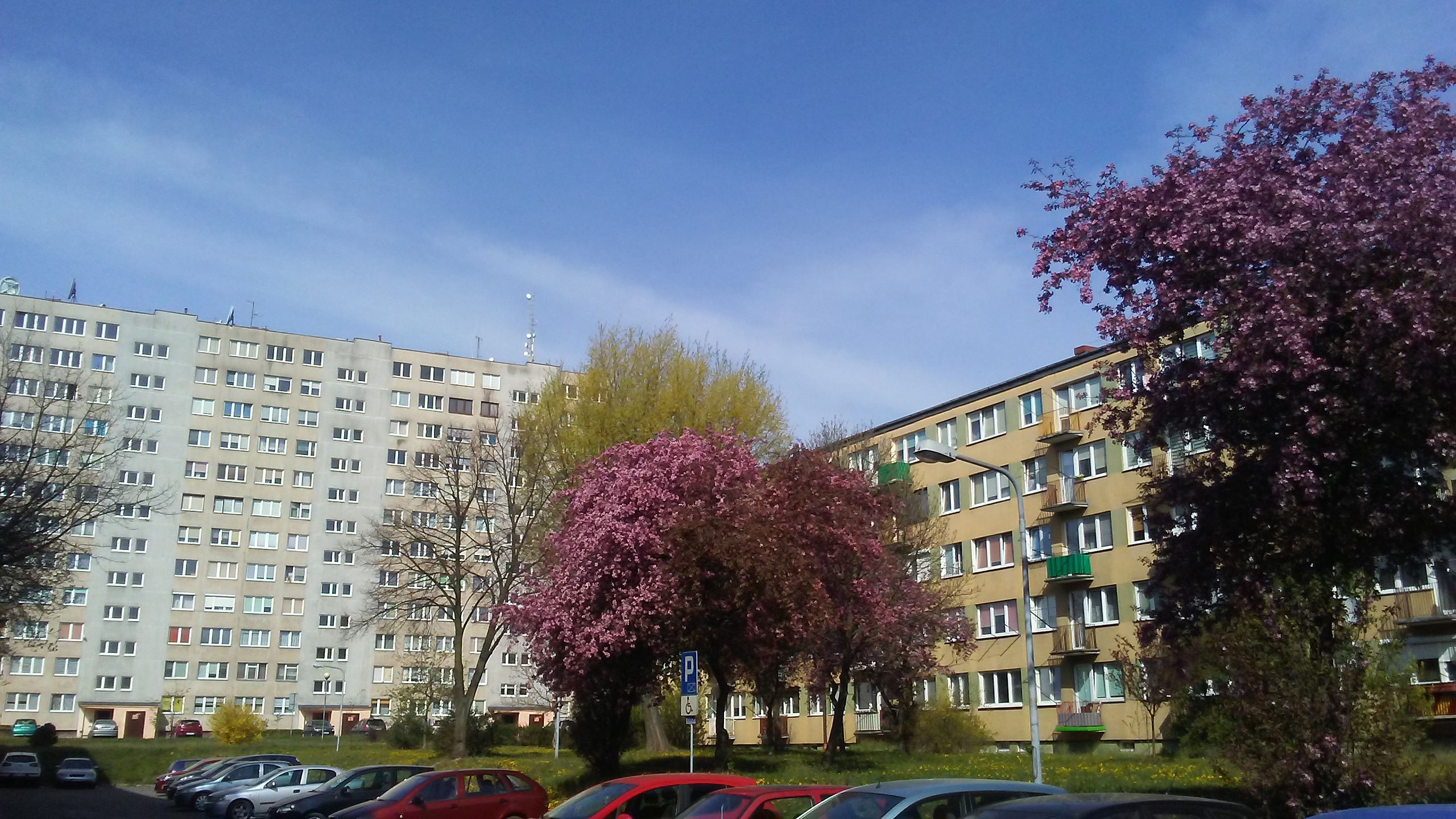
Ulica Walerego Wróblewskiego w Tomaszowie Mazowieckim

Minister Obrony Narodowej rozkazem Nr 21/MON z dnia 24 kwietnia 1965 roku nadał Białostockiemu Pułkowi Obrony Terytorialnej w Ełku imię generała Walerego Wróblewskiego.
Polska bateria w Brygadzie im. Jarosława Dąbrowskiego, walczącej w hiszpańskiej wojnie domowej (1936–1939), nazwana była imieniem Walerego Wróblewskiego.
Jego imię nosiła również Techniczna Oficerska Szkoła Wojsk Lotniczych przekształcona w roku 1970 w Centralny Ośrodek Szkolenia Specjalistów Technicznych Wojsk Lotniczych) i Białostocki pułk OT.
Szkoła podstawowa nr 150 znajdująca się na warszawskim Bemowie nosi imię Walerego Wróblewskiego.
Wróblewski jest również patronem ulicy w Chojnicach oraz jednej z ulic na największym osiedlu mieszkaniowym – Niebrowie w Tomaszowie Mazowieckim.
Jedna z ulic w Radzyminie nosiła jego imię, dopóki nie została przemianowana w 2016 roku na ulicę Zygmunta Wróblewskiego.
W czerwcu 2021 r. Walery Wróblewski został wybrany patronem koła miejskiego Polskiej Partii Socjalistycznej w Sopocie.

## Walery Wróblewski w filmie
W filmie Jarosław Dąbrowski z 1975 w reżyserii Bohdana Poręby w roli Walerego Wróblewskiego wystąpił Stefan Szmidt.